# دو و میدانی در بازی‌های آسیایی ۲۰۱۸
دو و میدانی یکی از ورزش‌های بازی‌های آسیایی ۲۰۱۸ است که از ۲۵ تا ۳۰ اوت ۲۰۱۸ برگزار شده است.
این مسابقات در سه بخش مردان و زنان و مختلط در ورزشگاه گلورا بونگ کارنو، جاکارتا، اندونزی انجام شده است.

## کشورهای شرکت کننده
۷۹۴ ورزشکار از ۴۲ کشور در دو و میدانی بازی‌های آسیایی ۲۰۱۸ شرکت کردند.
| - افغانستان (1) - بحرین (37) - بنگلادش (2) - برونئی (2) - کامبوج (6) - چین (82) - چین تایپه (31) - تیمور شرقی (7) - هنگ کنگ (24) - دوندگان مستقل آسیا (3) - اندونزی (59) - هند (52) - ایران (12) - عراق (10) - ژاپن (58) - اردن (1) - قزاقستان (38) - قرقیزستان (17) - لائوس (4) - لبنان (2) - ماکائو (4) | - مالدیو (13) - مالزی (15) - مغولستان (13) - نپال (6) - کره شمالی (8) - عمان (17) - پاکستان (20) - فلسطین (6) - فیلیپین (13) - قطر (31) - عربستان سعودی (17) - سنگاپور (8) - کره جنوبی (40) - سری‌لانکا (13) - سوریه (1) - تاجیکستان (6) - تایلند (60) - امارات متحده عربی (10) - ازبکستان (17) - ویتنام (22) - یمن (6) |

## خلاصه مدال

### جدول مدال‌ها
| رتبه            | NOC             | طلا | نقره | برنز | مجموع |
| ۱               | چین (CHN)       | ۱۲  | ۱۲   | ۹    | ۳۳    |
| ۲               | بحرین (BHR)     | ۱۲  | ۶    | ۷    | ۲۵    |
| ۳               | هند (IND)       | ۷   | ۱۰   | ۲    | ۱۹    |
| ۴               | ژاپن (JPN)      | ۶   | ۲    | ۱۰   | ۱۸    |
| ۵               | قطر (QAT)       | ۴   | ۲    | ۱    | ۷     |
| ۶               | ایران (IRI)     | ۲   | ۱    | ۰    | ۳     |
| ۷               | ازبکستان (UZB)  | ۱   | ۲    | ۱    | ۴     |
| ۸               | کره جنوبی (KOR) | ۱   | ۱    | ۳    | ۵     |
| ۸               | ویتنام (VIE)    | ۱   | ۱    | ۳    | ۵     |
| ۱۰              | قرقیزستان (KGZ) | ۱   | ۱    | ۰    | ۲     |
| ۱۱              | تایلند (THA)    | ۰   | ۲    | ۱    | ۳     |
| ۱۲              | چین تایپه (TPE) | ۰   | ۲    | ۰    | ۲     |
| ۱۳              | قزاقستان (KAZ)  | ۱   | ۱    | ۵    | ۷     |
| ۱۴              | اندونزی (INA)   | ۰   | ۱    | ۱    | ۲     |
| ۱۵              | تاجیکستان (TJK) | ۰   | ۱    | ۰    | ۱     |
| ۱۵              | عراق (IRQ)      | ۰   | ۱    | ۰    | ۱     |
| ۱۷              | هنگ کنگ (HKG)   | ۰   | ۰    | ۱    | ۱     |
| ۱۷              | کره شمالی (PRK) | ۰   | ۰    | ۱    | ۱     |
| ۱۷              | پاکستان (PAK)   | ۰   | ۰    | ۱    | ۱     |
| ۱۷              | سوریه (SYR)     | ۰   | ۰    | ۱    | ۱     |
| ۱۷              | کویت (KUW)      | ۰   | ۰    | ۱    | ۱     |
| مجموع (18 NOCs) | مجموع (18 NOCs) | ۳۸  | ۳۸   | ۳۹   | ۱۱۵   |

### مردان
| رویداد              | طلا                                                                   | طلا          | نقره | نقره         | برنز                                                                                             | برنز         |
| ۱۰۰ متر             | سو بینگتین · چین                                                      | ۹٫۹۲ GR      | توسین اوگونده · قطر                                                                                                | ۱۰٫۰۰        | ریوتا یاماگاتا · ژاپن                                                                            | ۱۰٫۰۰ PB     |
| ۲۰۰ متر             | Yuki Koike · ژاپن                                                     | ۲۰٫۲۳ PB     | Yang Chun-han · چین تایپه                                                                                          | ۲۰٫۲۳ PB     | سالم عید یعقوب · بحرین                                                                           | ۲۰٫۵۵        |
| ۴۰۰ متر             | عبداالله هارون · قطر                                                  | ۴۴٫۸۹        | محمد آناس · هند | ۴۵٫۶۹        | علی خمیس · بحرین                                                                                 | ۴۵٫۷۰        |
| ۸۰۰ متر             | مانجیت سینگ · هند                                                     | ۱:۴۶٫۱۵ PB   | جینسون جانسون · هند                                                                                                | ۱:۴۶٫۳۵      | ابوبکر حیدر عبدالله · قطر                                                                        | ۱:۴۶٫۳۸      |
| ۱۵۰۰ متر            | Jinson Johnson · هند                                                  | ۳:۴۴٫۷۲      | امیر مرادی · ایران                                                                                                 | ۳:۴۵٫۶۲ SB   | Mohammed Ayoub Tiouali · بحرین                                                                   | ۳:۴۵٫۸۸      |
| ۵۰۰۰ متر            | Birhanu Balew · بحرین                                                 | ۱۳:۴۳٫۱۷     | Albert Kibichii Rop · بحرین                                                                                        | ۱۳:۴۳٫۷۶     | طارق احمد الامیری · عربستان سعودی                                                                | ۱۳:۵۶٫۴۹     |
| ۱۰۰۰۰ متر           | حسن چانی · بحرین                                                      | ۲۸:۳۵٫۵۴     | آبراهام چروبن · بحرین                                                                                              | ۲۹:۰۰٫۲۹     | ژائو چانگونگ · چین                                                                               | ۳۰:۰۷٫۴۹     |
|                     |                                                                       |              | |              |                                                                                                  |              |
| ۱۱۰ متر با مانع     | ژیه ونجان · چین                                                       | ۱۳٫۳۴ SB     | چن کویی-رو · چین تایپه                                                                                             | ۱۳٫۳۹ NR     | شانیا تاکایاما · ژاپن                                                                            | ۱۳٫۴۸        |
| ۴۰۰ متر با مانع     | عبدالرحمن صامبا · قطر                                                 | ۴۷٫۶۶ GR     | آیاسامی ژارون · هند                                                                                                | ۴۸٫۹۶ PB     | تاکاتوشی آبه · ژاپن                                                                              | ۴۹٫۱۲        |
| ۳۰۰۰ متر با مانع    | حسین کیهانی · ایران                                                   | ۸:۲۲٫۷۹ GR   | یاسر بقرب · قطر | ۸:۲۸٫۲۱      | کازویا شیوجیری · ژاپن                                                                            | ۸:۲۹٫۴۲      |
|                     |                                                                       |              | |              |                                                                                                  |              |
| ۱۰۰×۴ متر امدادی    | ژاپن · ریوتا یاماگاتا · Shuhei Tada · یوشیهیده کیریو · آسوکا کمبریج   | ۳۸٫۱۶        | اندونزی · Mohd Fadlin · Lalu Muhammad Zohri · Eko Rimbawan · Bayu Kertanegara                                      | ۳۸٫۷۷ NR     | چین · Xu Haiyang · Mi Hong · سو بینگتین · Xu Zhouzheng                                           | ۳۸٫۸۹        |
| ۴۰۰×۴ متر امدادی    | قطر · عبدالرحمان صامبا · محمد ناصر عباس · محمد النوری · عبدالله هارون | ۳:۰۰٫۵۶ AR   | هند · Kunhu Muhammed · Ayyasamy Dharun · Muhammed Anas · Arokia Rajiv · Jeevan Karekoppa Suresh[a] · Jithu Baby[a] | ۳:۰۱٫۸۵      | ژاپن · Julian Walsh · Yuki Koike · Takatoshi Abe · شوتا ایزوکا · Jun Kimura[a] · Sho Kawamoto[a] | ۳:۰۱٫۹۴      |
|                     |                                                                       |              | |              |                                                                                                  |              |
| ماراتن              | هیروتو اینوئه · ژاپن                                                  | ۲:۱۸:۲۲      | الحسن العباسی · بحرین                                                                                              | ۲:۱۸:۲۲      | دائو بوجیه · چین                                                                                 | ۲:۱۸:۴۸      |
| ۲۰ کیلومتر پیاده‌روی | Wang Kaihua · چین                                                     | ۱:۲۲:۰۴      | Toshikazu Yamanishi · ژاپن                                                                                         | ۱:۲۲:۱۰      | Jin Xiangqian · چین                                                                              | ۱:۲۵:۴۱      |
| ۵۰ کیلومتر پیاده‌روی | Hayato Katsuki · ژاپن                                                 | ۴:۰۳:۳۰      | Wang Qin · چین | ۴:۰۶:۴۸      | Joo Hyun-myeong · کره جنوبی                                                                      | ۴:۱۰:۲۱      |
|                     |                                                                       |              | |              |                                                                                                  |              |
| پرش ارتفاع          | وانگ یو · چین                                                         | ۲٫۳۰ متر     | وو سانگ-هئوک · کره جنوبی                                                                                           | ۲٫۲۸ متر SB  | مجدالدین غزال · سوریه · نوتو توبه · ژاپن                                                         | ۲۰۲۴ متر     |
| پرش با نیزه         | Seito Yamamoto · ژاپن                                                 | 5.70 m GR    | Yao Jie · چین | 5.50 m       | Patsapong Amsam-Ang · تایلند                                                                     | 5.50 m NR    |
| پرش طول             | وانگ جیانان · چین                                                     | ۸٫۲۴ متر GR  | ژانگ یائوگوانگ · چین                                                                                               | ۸٫۱۵ متر SB  | ساپواتوررحمان · اندونزی                                                                          | ۸٫۰۹ متر PB  |
| پرش سه‌گام           | Arpinder Singh · هند                                                  | 16.77 m      | Ruslan Kurbanov · ازبکستان                                                                                         | 16.62 m PB   | Cao Shuo · چین                                                                                   | 16.56 m      |
| پرتاب وزنه          | تجیندر پال سینگ تور · هند                                             | ۲۰٫۷۵ متر GR | لیو یانگ · چین | ۱۹٫۵۲ متر    | ایوان ایوانوف · قزاقستان                                                                         | ۱۹٫۴۰ متر    |
| پرتاب دیسک          | احسان حدادی · ایران                                                   | 65.71 m      | Mustafa Al-Saamah · عراق                                                                                           | 60.09 m      | عیسی محمد الزنکاوی · کویت                                                                        | 59.44 m      |
| پرتاب چکش           | اشرف امجد الصیفی · قطر                                                | ۷۶٫۸۸ متر    | دلشاد نظروف · تاجیکستان                                                                                            | ۷۴٫۱۶ متر    | سهراب خودجائف · ازبکستان                                                                         | ۷۴٫۰۶ متر SB |
| پرتاب نیزه          | نیراج چوپرا · هند                                                     | ۸۸٫۰۶ متر    | لیو Qizhen · چین                                                                                                   | ۸۲٫۲۲ متر PB | ارشد ندیم · پاکستان                                                                              | ۸۰٫۷۵ متر PB |
|                     |                                                                       |              | |              |                                                                                                  |              |
| دهگانه              | کیسوکه اوشیروو · ژاپن                                                 | 7878 pts     | ساتیساک سینگخون · تایلند                                                                                           | 7809 pts PB  | آکیهیکو ناکامورا · ژاپن                                                                          | 7738 pts     |

### زنان
| رویداد              | طلا                                                                       | طلا          | نقره                                                                                         | نقره        | برنز | برنز        |
| ۱۰۰ متر             | ادیدیونگ اودیونگ · بحرین                                                  | ۱۱٫۳۰        | Dutee Chand · هند                                                                            | ۱۱٫۳۲       | Wei Yongli · چین                                                                                             | ۱۱٫۳۳       |
| ۲۰۰ متر             | ادیدیونگ اودیونگ · بحرین                                                  | ۲۲٫۹۶        | Dutee Chand · هند                                                                            | ۲۳٫۲۰       | Wei Yongli · چین                                                                                             | ۲۳٫۲۷       |
| ۴۰۰ متر             | سلوی عید ناصر · بحرین                                                     | ۵۰٫۰۹ GR     | هیما داس · هند                                                                               | ۵۰٫۷۹ NR    | الینا میخینا · قزاقستان                                                                                      | ۵۲٫۶۳       |
| ۸۰۰ متر             | وانگ چونیو · چین                                                          | ۲:۰۱٫۸۰ SB   | ماراگاریتا ماکاشیوا · قزاقستان                                                               | ۲:۰۲٫۴۰     | مانال البحرائوری · بحرین                                                                                     | ۲:۰۲٫۶۹     |
| ۱۵۰۰ متر            | Kalkidan Gezahegne · بحرین                                                | ۴:۰۷٫۸۸      | تیگیست گاشاو · بحرین                                                                         | ۴:۰۹٫۱۲     | P. U. Chitra · هند                                                                                           | ۴:۱۲٫۵۶     |
| ۵۰۰۰ متر            | کالکریدان گزاهکنه · بحرین                                                 | ۱۵:۰۸٫۰۸     | دریا ماسلووا · قرقیزستان                                                                     | ۱۵:۳۰٫۵۷    | بونتو ربیتو · بحرین                                                                                          | ۱۵:۳۶٫۷۸    |
| ۱۰۰۰۰ متر           | دریا ماسلووا · قرقیزستان                                                  | ۳۲:۰۷٫۲۳     | ائونیسه چامبا · بحرین                                                                        | ۳۲:۱۱٫۱۲    | ژانگ دیشان · چین                                                                                             | ۳۲:۱۲٫۷۸    |
|                     |                                                                           |              |                                                                                              |             | |             |
| ۱۰۰ متر با مانع     | جانگ هئو-لیم · کره جنوبی                                                  | ۱۳٫۲۰        | امیلیا نووا · اندونزی                                                                        | ۱۳٫۳۳ PB    | لوی لای ییو · هنگ کنگ                                                                                        | ۱۳٫۴۲ PB    |
| ۴۰۰ متر با مانع     | کمی ادکویا · بحرین                                                        | ۵۴٫۴۸ GR     | گوواچ تی لان · ویتنام                                                                        | ۵۵٫۳۰ PB    | آمینات جمال · بحرین                                                                                          | ۵۵٫۶۵       |
| ۳۰۰۰ متر با مانع    | وینفرد موتیل یاوی · بحرین                                                 | ۹:۳۶٫۵۲      | سودا سینگ · هند                                                                              | ۹:۴۰٫۰۳     | انگوین تی اونه · ویتنام                                                                                      | ۹:۴۳٫۸۳ SB  |
|                     |                                                                           |              |                                                                                              |             | |             |
| ۱۰۰×۴ متر امدادی    | بحرین · ایمان عیسی جاسم · ادیدیونگ اودیونگ · هاجر الخالدی · سلوی عید ناصر | ۴۲٫۷۳ GR     | چین · Liang Xiaojing · Wei Yongli · Ge Manqi · Yuan Qiqi · Huang Guifen[b] · Kong Lingwei[b] | ۴۲٫۸۴       | قزاقستان · Viktoriya Zyabkina · Elina Mikhina · Svetlana Golendova · Olga Safronova · Rima Kashafutdinova[b] | ۴۳٫۸۲       |
| ۴۰۰×۴ متر امدادی    | هند · Hima Das · M. R. Poovamma · Sarita Gayakwad · V. K. Vismaya         | ۳:۲۸٫۷۲      | بحرین · امینات جمال · یمان عیسی جاسم · ادیدیونگ اودیونگ · سلوی عید ناصر                      | ۳:۳۰٫۶۱     | ویتنام · Nguyễn Thị Oanh · Nguyễn Thị Hằng · Hoàng Thị Ngọc · Quách Thị Lan                                  | ۳:۳۳٫۲۳ SB  |
|                     |                                                                           |              |                                                                                              |             | |             |
| ماراتن              | رز چلیمو · بحرین                                                          | ۲:۳۴:۵۱      | کیئکو نوگامی · ژاپن                                                                          | ۲:۳۶:۲۷     | کیم سائخ-هونگ · کره شمالی                                                                                    | ۲:۳۷:۲۰     |
| ۲۰ کیلومتر پیاده‌روی | Yang Jiayu · چین                                                          | ۱:۲۹:۱۵ GR   | Qieyang Shenjie · چین                                                                        | ۱:۲۹:۱۵ =GR | Kumiko Okada · ژاپن                                                                                          | ۱:۳۴:۰۲     |
|                     |                                                                           |              |                                                                                              |             | |             |
| پرش ارتفاع          | Svetlana Radzivil · ازبکستان                                              | 1.96 m GR    | Nadiya Dusanova · ازبکستان                                                                   | 1.94 m PB   | Nadezhda Dubovitskaya · قزاقستان                                                                             | 1.84 m      |
| پرش با نیزه         | لی لینگ · چین                                                             | ۴٫۶۰ متر GR  | چایانیسا چومچواندی · تایلند                                                                  | ۴٫۳۰ متر PB | لیم یئون-جی · کره جنوبی                                                                                      | ۴٫۲۰ متر SB |
| پرش طول             | بوی تی تو تائو · ویتنام                                                   | ۶٫۵۵ متر SB  | نینا واراکیل · هند                                                                           | ۶٫۵۱ متر    | شو شیائولینگ · چین                                                                                           | ۶٫۵۰ متر    |
| پرش سه‌گام           | اولگا ریپاکووا · قزاقستان                                                 | 14.26 m      | Parinya Chuimaroeng · تایلند                                                                 | 13.93 m     | Vũ Thị Mến · ویتنام                                                                                          | 13.93 m SB  |
| پرتاب وزنه          | جونگ لیجیائوپ · چین                                                       | ۱۹٫۶۶ متر    | گائو یانگ · چین                                                                              | ۱۷٫۶۴ متر   | نوره سالم جاسم · بحرین                                                                                       | ۱۷٫۱۱ متر   |
| پرتاب دیسک          | Chen Yang · چین                                                           | 65.12 m      | Feng Bin · چین                                                                               | 64.25 m     | Seema Antil · هند                                                                                            | 62.26 m     |
| پرتاب چکش           | لیو نا · چین                                                              | ۷۱٫۴۲ متر    | وانگ ژنگ · چین                                                                               | ۷۰٫۸۶ متر   | هیتومی کاتسویاما · ژاپن                                                                                      | ۶۲٫۹۵ متر   |
| پرتاب نیزه          | لیو شی‌یینگ · چین                                                          | ۶۶٫۰۹ متر GR | لو هویچوی · چین                                                                              | ۶۳٫۱۶ متر   | کیم کیونگ-آئه · کره جنوبی                                                                                    | ۵۶٫۷۴ متر   |
|                     |                                                                           |              |                                                                                              |             | |             |
| هفت‌گانه             | Swapna Barman · هند                                                       | 6026 pts     | Wang Qingling · چین                                                                          | 5954 pts    | Yuki Yamasaki · ژاپن                                                                                         | 5873 pts PB |

### مختلط
| رویداد           | طلا                                                      | طلا        | نقره                                                           | نقره       | برنز                                                                        | برنز    |
| ۴۰۰×۴ متر امدادی | بحرین · علی خمیس · کمی آدکویا · سالوا ناصر · ابوبکر عباس | ۳:۱۱٫۸۹ WR | هند · محمد آناس · ماچتیرا راجو پوواما · هیما داس · آروکیا رجیف | ۳:۱۵٫۷۱ NR | قزاقستان · اسوتلنا گولندووا · دمیتری کوبلوف · الینا میخینا · میخوایل لیتوین | ۳:۱۹٫۵۲ |

## لینک ها
- دو و میدانی در بازی‌های آسیایی ۲۰۱۸